# Wiener Polizeireform
Die Wiener Polizeireform war eine im Wirkungsbereich der Bundespolizeidirektion Wien zu Beginn des Jahres 2002 unter Innenminister Strasser durchgeführte Reform der damaligen Wachkörper und Sicherheitsverwaltung. Die Hauptmerkmale waren die Verringerung der Kommissariate und wachkörperlichen Führungsdienststellen. Gab es zuvor in jedem der dreiundzwanzig Wiener Gemeindebezirke ein Bezirkspolizeikommissariat, eine Sicherheitswachebezirksabteilung sowie eine Kriminalabteilung, wurden diese in weiterer Folge auf jeweils vierzehn Polizeikommissariate und Sicherheitswachebereichsabteilungen und fünf Kriminalkommissariate zusammengelegt.
Die Aufteilung der Gemeindebezirke erfolgt anhand des Arbeitsanfalles, der Bevölkerungszahl und der Fläche. Die Wiener Polizeireform ist nicht zu verwechseln mit der Zusammenlegung von Bundesgendarmerie, Bundessicherheitswachekorps und Kriminalbeamtenkorps im Jahr 2005 im Zuge der team04-Reform.